# Nerses Diratzouyan
Nerses Diratzouyan (in armeno Ներսէս Տիրացուեան?; Artvin, 22 giugno 1875 – Padova, ...) è stato un botanico e monaco cristiano armeno.

## Biografia
Fu allievo del botanico e micologo padovano Pier Andrea Saccardo da cui apprendiamo le notizie sulla sua nascita. Il Saccardo così scrive di lui: "Dottore in Scienze Naturali, ora redattore della rivista armena Polyhistor, Բազմավէպ nel Convento di San Lazzaro. Erborizzò intorno a 'Ca Tron (Roncade) e a S. Zenone degli Ezzellini.". Nel 1907 "Durante la dimora fatta a Prinkipo  ebbe la fortuna di trovare negli scisti argillosi del versante est dell'isola fossili (brachiopodi, crinoidi e trilobiti) che, studiati a Padova, si rivelarono devonici confermando il riferimento più che altro analogico Tchihatcef" .
Fu assistente spirituale del Villaggio Armeno Nor Arax a Bari tra il 1929 e il 1930, in cui conobbe ed entrò in polemica con Hrand Nazariantz. Nello stesso periodo fu docente di Scienze Naturali presso il Ginnasio Inferiore del Seminario Arcivescovile di Bari. 
Morì a Padova.